# Léon Leclère
Léon Leclère (Elsene, 14 januari 1866 - Ukkel, 31 oktober 1944) was een Belgisch historicus en hoogleraar aan de Université libre de Bruxelles waarvan hij van 1914 tot 1920 rector was. In 1922 was hij korte tijd minister van Kunsten en Wetenschappen.

## Levensloop

### Afkomst en opleiding
De vader van Leclère was een liberaal Frans republikein die zich na de installatie van het Tweede Franse Keizerrijk in 1852 in Brussel vestigde. Hij was er onderwijzer en journalist.
De jonge Leclère schreef zich in 1883 in als student aan de Université libre de Bruxelles (ULB) en behaalde er in 1889 het speciaal doctoraat in de geschiedenis.

### Aan de Université libre de Bruxelles
Een jaar later werd Leclère er al docent in de hedendaagse geschiedenis als opvolger voor Martin Philippson die naar zijn vaderland Duitsland terugkeerde. In 1894 werd hij tot hoogleraar benoemd. In 1907 nam Leclère daarbovenop de leerstoel in de middeleeuwse geschiedenis van de overleden Léon Vanderkindere over. Ondanks zijn gevulde agenda gaf Leclère verder nog les aan de normaalschool van de Stad Brussel en was hij onderwijsinspecteur aan de stedelijke lycea. Pas in 1923 zou Leclère zich voltijds wijden aan zijn universitaire opdrachten.
In 1914 werd Leclère verkozen tot rector van de ULB, een taak die hij bleef uitoefenen tot in 1920. Als rector besliste hij om de universiteit tijdens de Eerste Wereldoorlog te sluiten uit solidariteit met de vernietigde Katholieke Universiteit Leuven.
Leclère lag aan de oorsprong van het pedagogisch onderwijs aan de ULB. In 1919 was hij de medestichter van de pedagogische sectie van de universiteit die werd omgevormd tot de École de Pédagogie waarvan hij van 1923 tot 1925 voorzitter was. Van 1925 tot 1929 was hij decaan van de faculteit Filosofie en Letteren. In 1927 werd Leclère lid van de raad van bestuur van de universiteit, een functie die hij bleef uitoefenen tot in 1941, vijf jaar na zijn emeritaat in 1936.
In oktober 1944, een maand nadat hij de bevrijders van Brussel was gaan toejuichen, overleed Leclère op 78-jarige leeftijd.
Leclère was sinds 1922 lid van de Académie royale de Belgique en behaalde een eredoctoraat aan de Universiteit van Toulouse (1924) en de Universiteit van Straatsburg (1926). Het archeologisch museum van de ULB dat in 1930 werd opgericht draagt zijn naam.

## Minister van Kunsten en Wetenschappen
Leclère was in 1922 korte tijd minister. Eind september werd hij door eerste minister Georges Theunis gevraagd om minister van Kunsten en Wetenschappen te worden in de regering-Theunis I als opvolger van Eugène Hubert die ontslag had genomen. Leclère vroeg bedenktijd en aanvaardde na enige tijd toch de opdracht. Op 16 oktober 1922 legt hij de eed af bij koning Albert I.
De combinatie van zijn werk als historicus en hoogleraar en zijn taak als minister slorpte echter te veel energie op van Leclère. Na een zware griep waarbij hij absolute rust moest houden gaf hij op 8 november 1922 zijn ontslag als minister.

## Leclère als historicus
Leclère deed onderzoek op het gebied van de middeleeuwse als op het gebied van de hedendaagse geschiedenis. Hij onderzocht de Engelse middeleeuwse geschiedenis en de middeleeuwse architectuur. Op het gebied van de hedendaagse geschiedenis bestudeerde hij Otto von Bismarck, Helmuth Karl Bernhard von Moltke, de relaties tussen België en Duitsland, de koloniale expansie en de verspreiding van het liberalisme in België.
Hij schreef eveneens schoolboeken over de Belgische geschiedenis voor de leerlingen van het middelbaar onderwijs.

## Werken (selectie)
- La question d'Occident. Les pays d'entre-deux de 843 à 1921. Régions rhodaniennes. Alsace et Lorraine. Belgique et Rhénanie., Brussel, 1921
- Histoire générale (Antiquité - Moyen Âge - Temps moderne), schoolboek, 1894
- Histoire contemporaine, schoolboek, 1897
- Histoire du Moyen Âge, schoolboek, 1903

- Bibliothèque nationale de France: cb107365731 (data)
- Gemeinsame Normdatei: 116850876
- International Standard Name Identifier: 0000 0000 6172 8741
- Réseau des bibliothèques de Suisse occidentale: 02-A012517758
- Système universitaire de documentation: 110789938
- Virtual International Authority File: 89184441
- WorldCat: E39PBJc7ThtRjJhxxGDFrJvT73